# Jasione corymbosa
Jasione corymbosa är en klockväxtart som beskrevs av Jean Louis Marie Poiret. Jasione corymbosa ingår i släktet blåmunkssläktet, och familjen klockväxter.

## Underarter
Arten delas in i följande underarter:
- J. c. corymbosa
- J. c. glabra